# Digerbergstjärnarna (norra)
Digerbergstjärnarna är en sjö i Ljusdals kommun i Hälsingland och ingår i Dalälvens huvudavrinningsområde.